# 인테르링구에 위키백과

인테르링구에 위키백과는 인테르링구에로 운영되는 위키백과 언어판이다. 2004년 8월 6일에 시작되었다. 기호는 ie이다.